# Занемонец, Александр Владимирович
Алекса́ндр Влади́мирович Занемо́нец (род. 10 апреля 1976, Москва, СССР) — российский и израильский историк-медиевист, экскурсовод и публицист, православный священник. Кандидат исторических наук (2004), магистр богословия (2011).
Основная сфера научных интересов: история церкви, византинистика, история еврейско-христианских отношений в Средние века и современности, история русского присутствия на Святой земле и русского Зарубежья.

## Биография
Мать — Наталья Владимировна Занемонец. Отец — Эмиль (Владимир) Владимирович Кардин.
С детства был знаком с протоиереем Александром Менем: «Меня впервые привезла в Новую Деревню моя мама, когда мне было 3 или 4 года, и я общался с о. Александром вплоть до его гибели … когда мне было уже 14 лет».
В 1998 году окончил исторический факультет Московского государственного университета. Стажировался в Иерусалимском университете (1999) и в Центре византийских исследований в Париже (2000).
В 2002 году переехал на постоянное место жительства в Израиль, где стал исследователем в Еврейском университете в Иерусалиме.
В 2004 году в Институте всеобщей истории РАН под научным руководством доктора исторических наук, профессора Б. Л. Фонкича защитил диссертацию на соискание учёной степени кандидата исторических наук по теме «„Антирретик“ Иоанна Евгеника и проблема рецепции Флорентийской унии в Константинопольском Патриархате, 1439—1456» (специальность 07.00.03 — всеобщая история (средние века); официальные оппоненты — доктор филологических наук, профессор Д. А. Яламас и кандидат исторических наук О. А. Родионов; ведущая организация — кафедра истории средних веков Санкт-Петербургского государственного университета.
C 2005 года преподавал византийскую историю в Хайфском университете (senior lecturer).
16 сентября 2007 года в Александро-Невском соборе в Париже архиепископом Команским Гавриилом (де Вильдером) был рукоположён в сан диакона. Служил в храме Гроба Господня в Иерусалиме, а также в русских храмах Святой земли, числясь в клире Западноевропейского экзархата Константинопольского патриархата.
В 2008 годов стал одним из инициаторов создания православного семинара для экскурсоводов и школы по изучению христианства, поскольку православных паломников, число которых к тому времени возрастало, должны сопровождать гиды, обладающие определённым уровнем знаний об истории христианства и русского присутствия на Святой земле.
В 2011 году окончил магистратуру Свято-Сергиевского православного богословского института в Париже, защитив работу «Иерусалимские дневники архимандрита Киприана (Керна)».
27 ноября 2018 года Синод Константинопольского патриархата упразднил Экзархат приходов русской традиции в Западной Европе, а приходам русской традиции предписывалось влиться в местные греческие епархии Константинопольского патриархата. Поддержал управляющего экзархатом архиепископа Иоанна (Реннето) в его желании сохранить данную церковную структуру и вместе с ним перешёл в Московский патриархат в сентябре 2019 года. В течение данного периода активно комментировал для СМИ происходящие события.
В сентябре 2021 года перешёл в клир Могилёв-Подольской епархии Украинской православной церкви. 19 сентября 2021 года в Михайловском храме села Серебрия Могилёв-Подольского района Винницкой области митрополитом Могилёв-Подольским и Шаргородским Агапитом (Бевциком) рукоположён в сан священника.
В 2021—2022 годах он преподавал древнегреческий язык в Московском государственном лингвистическом университете.
В марте 2022 года подписал обращение священнослужителей Русской православной церкви с призывом к примирению.
В марте 2022 года переехал в Финляндию. Вместе с Финляндской православной церковью с апреля 2022 года занимается окормлением украинских беженцев.
Одновременно с этим является ассоциированным исследователем Института Восточнохристианских исследований в Университете Радбоуда в Неймегене (Нидерланды).

## Научные труды
- Христианство, иудаизм и ислам: Верность и открытость / Под ред. Ж. Доре. — М.: ББИ, 2004. — 264 с. (один из авторов)
- Иоанн Евгеник и православное сопротивление флорентийской унии. — СПб.: Алетейя, 2008. — 152 с. — (Византийская библиотека. Исследования). — ISBN 978-5-91419-087-0.
- Геннадий Схоларий, патриарх Константинопольский (1454—1456). — Москва: Библейско-богословский институт св. апостола Андрея, 2009. — 157 с. — (История церкви). — ISBN 978-5-89647-217-9.
- К истории паломничеств в Святую Землю из Русского зарубежья в 50-70-х годах XX века : памяти епископа Мефодия (Кульмана), 1902—1974. — М.: Индрик, 2009. — 63 с. — (Русская Церковь на Святой Земле. XX век). — ISBN 978-5-91674-042-5.
- Неделя на Святой Земле. Путеводитель паломника. — Иерусалим: Бейт аКерем, 2011. — ISBN 978-965-555-553-0.
- Русские на Святой Земле. — Иерусалим: Бейт аКерем, 2015. — 288 с. — 3000 экз. — ISBN 978-965-92479-0-5.
- Византийский букварь. Введение в историю Византии. — СПб.: Алетейя, 2019. — 234 с. — (Новая византийская библиотека). — ISBN 978-5-907189-46-1.
- Святая Земля и Русское Зарубежье. — СПб.: Алетейя, 2019. — 152 с. — 500 экз. — ISBN 978-5-907189-03-4.

- «Христианство воинствует ныне, как и прежде»: Синайские послания константинопольского патриарха Геннадия Схолария // Кафедра византийской и новогреческой филологии. — М.: МГУ, 2000. — Вып. 1. С. 89—107.
- Алексей Макремволит // Православная энциклопедия. — М., 2000. — Т. I : А — Алексий Студит. — С. 630. — 40 000 экз. — ISBN 5-89572-006-4.
- Апостолис // Православная энциклопедия. — М., 2001. — Т. III : Анфимий — Афанасий. — С. 99-100. — 40 000 экз. — ISBN 5-89572-008-0.
- Антирретик Иоанна Евгеника и Флорентийской Собор // Вера и церковь в средние века и раннее новое время. — М., 2001. — С. 30—32
- Антирретик Иоанна Евгеника и проблема рецепции Флорентийской Собора на христианском Востоке // Балканские чтения. Вып. 6. Homo Balkanicus: поведенческие сценарии и культурные роли. М., 2001. — С. 41—44
- Греческие авторы XV—XVI вв. о патриаршестве Геннадия Схолария // «Кафедра византийской и новогреческой филологии». Вып. 2. — М., 2001. — С. 98—109
- Празднование субботы и православная традиция // Haḳbalot-Параллели. — М: Дом еврейской книги. 2002. — № 1 — С. 295—300;
- Иоанн Евгеник: опыт поздневизантийской биографии // Славянское и балканское языкознание. Человек в пространстве Балкан. — М., 2003. — С. 120—130
- Отречение от иудаизма в византийской культуре // Свой или чужой? Евреи и славяне глазами друг друга. — М., 2003. — С. 11—23
- Дело Хиония: к истории византийских «жидовствующих» // Византийский Временник. 2004. — Том 63 (88). — C. 317—323
- «Отказываюсь от всякого еврейского обычая…»: К истории одной византийской формулы // Вестник Еврейского университета. — Иерусалим; М., 2004. — № 9 (27). — С. 313—330
- Еврейская рукопись из библиотеки Иерусалимского патриархата // Вестник еврейского университета. 2005. — № 10 (28). — С. 301—305
- Был ли Иоанн Евгеник свидетелем падения Константинополя? // Византийский Временник. 2005. — Том 64 (89). — C. 156—159
- The Chionios Case and Judeo-Christian Religious Groups in the Fourteenth Century // The Church and the library : studies in honor of Rev. Dr. George C. Papademetriou / edited by Dean Papdemetriou and Andrew J. Sopko. — Boston : Somerset Hall Press, 2005. ISBN 978-0-972466-11-0. — pp. 123–135
- Византийская империя: иконоборческий период // История: научно-методическая газета для учителей истории и обществоведения. — 2007. — 16-30 сент. (№ 18). — С. 6-17.
- Хасидский двор и православный монастырь в Восточной Европе XVIII—XIX вв.: было ли взаимовлияние? // Тирош: Труды по иудаике. — М., 2007. — Вып. 8. — С. 167—175.
- В чём значение Иерусалимского собора 1443 г.? // Византийский Временник. 2009. — Том 68 (93). — C. 165—169
- Проблема наследия отца Александра Меня в современном русском Православии // bogoslov.ru, 14 сентября 2010
  - Проблема наследия отца Александра Меня в современном русском Православии // Иерусалимский Православный семинар. Выпуск 2. — М.: Индрик, 2011. — С. 149—162. — 208 с. — ISBN 978-5-91674-141-4.
- Иоанн Евгеник // Православная энциклопедия. — М., 2010. — Т. XXIV : Иоанн Воин — Иоанна Богослова Откровение. — С. 141-143. — 39 000 экз. — ISBN 978-5-89572-044-8. (в соавторстве с С. П. Карповым и М. М. Бернацким)
- «Русское или советское?»: к дискуссии вокруг книги прот. Георгия Митрофанова «Трагедия России: „Запретные“ темы истории XX века» // Иерусалимский православный семинар. Выпуск 2. — Москва, 2011. — С. 195—203
- «Се восходим в Иерусалим»: к готовящемуся изданию иерусалимских дневников (1928—1930) отца Киприана (Керна) // bogoslov.ru, 14 мая 2012
- Есть ли на Святой Земле поместная Церковь? // Иерусалимский православный семинар. Выпуск 3. — Москва, 2012. — С. 177—184
- «Господь Спаситель не уходил от красот этого мира…»: из иерусалимских Дневников о. Киприана (Керна). // Иерусалимский православный семинар. Выпуск 3. 2012. — С. 227—238
- Русская Духовная Миссия в Иерусалиме в Первую мировую войну: выживание // Иерусалимский православный семинар. Выпуск 4. — Москва, 2013. — С. 107—112
- Проблемы управления Русской Духовной Миссией в Иерусалиме в первые года после революции 1917 года // Иерусалимский православный семинар. 2017. — Вып. 7. — С. 85-91
- Русская Духовная Миссия в Иерусалиме в первые года после революции 1917 года // Миссия конфессий. 2017. — № 21. — С. 142—148
- Служение архимандрита Антонина Капустина (1817—1894) на христианском Востоке: Афины и Константинополь // Святая Земля в славяно-русской традиции. Сборник статей по материалам VII международного круглого стола 22 мая 2017. 2018. — Вып. 2. — С. 19-26
- Архимандрит Леонид (Сенцов), начальник Русской духовной миссии в Иерусалиме, 1903—1918 годы: служение и наследие // Актуальные вопросы изучения христианского наследия Востока: Сборник статей по материалам международной конференции (Сергиев Посад, 22 ноября 2018 г.). — Сергиев Посад: Московская духовная академия, 2020. — С. 215—234
- Финляндская Православная церковь и война в Украине // publicorthodoxy.org, 13 мая 2024

- Ланн Э. Церковь-сестра и церковь-мать в понимании древней Церкви / пер.: Занемонец А. В. // Страницы. М., 1999. — т. 4. — № 4. — С. 501—510.
- Воспоминания о Ферраро-Флорентийском соборе (1438—1439): в 12 частях / Сильвестр Сиропул. — СПб. : Издательство Олега Абышко : Университетская книга — СПб., 2010. — 347 с.
- О лицах, событиях, встречах: Записки архи мандрита Киприана (Керна). Предисловие, подготовка текста, публикация, комментарии А. В. Занемонца. М. : Издательство Православного Свято-Тихоновского гуманитарного университета, 2021. — 826 с. — (Русские судьбы двадцатого века). — ISBN 978-5-7429-1344-3